# PCDHA2
PCDHA2‏ (Protocadherin alpha 2) هوَ بروتين يُشَفر بواسطة جين PCDHA2 في الإنسان.